# Les Métairies
Les Métairies ist eine französische Gemeinde mit 714 Einwohnern (Stand: 1. Januar 2022) im Département Charente in der Region Nouvelle-Aquitaine; sie gehört zum Arrondissement Cognac und zum Kanton Jarnac. 

## Geographie
Les Métairies liegt etwa 14 Kilometer ostnordöstlich von Cognac. Nachbargemeinden von Les Métairies sind Sigogne im Norden, Foussignac im Osten, Jarnac im Süden sowie Chassors im Westen.

## Bevölkerungsentwicklung
| Jahr                       | 1962 | 1968 | 1975 | 1982 | 1990 | 1999 | 2006 | 2017 |
| Einwohner                  | 320  | 318  | 384  | 416  | 533  | 530  | 501  | 727  |
| Quellen: Cassini und INSEE |      |      |      |      |      |      |      |      |

## Sehenswürdigkeiten
- Motte (Reste einer Turmhügelburg) von Poljeau, Monument historique seit 1930

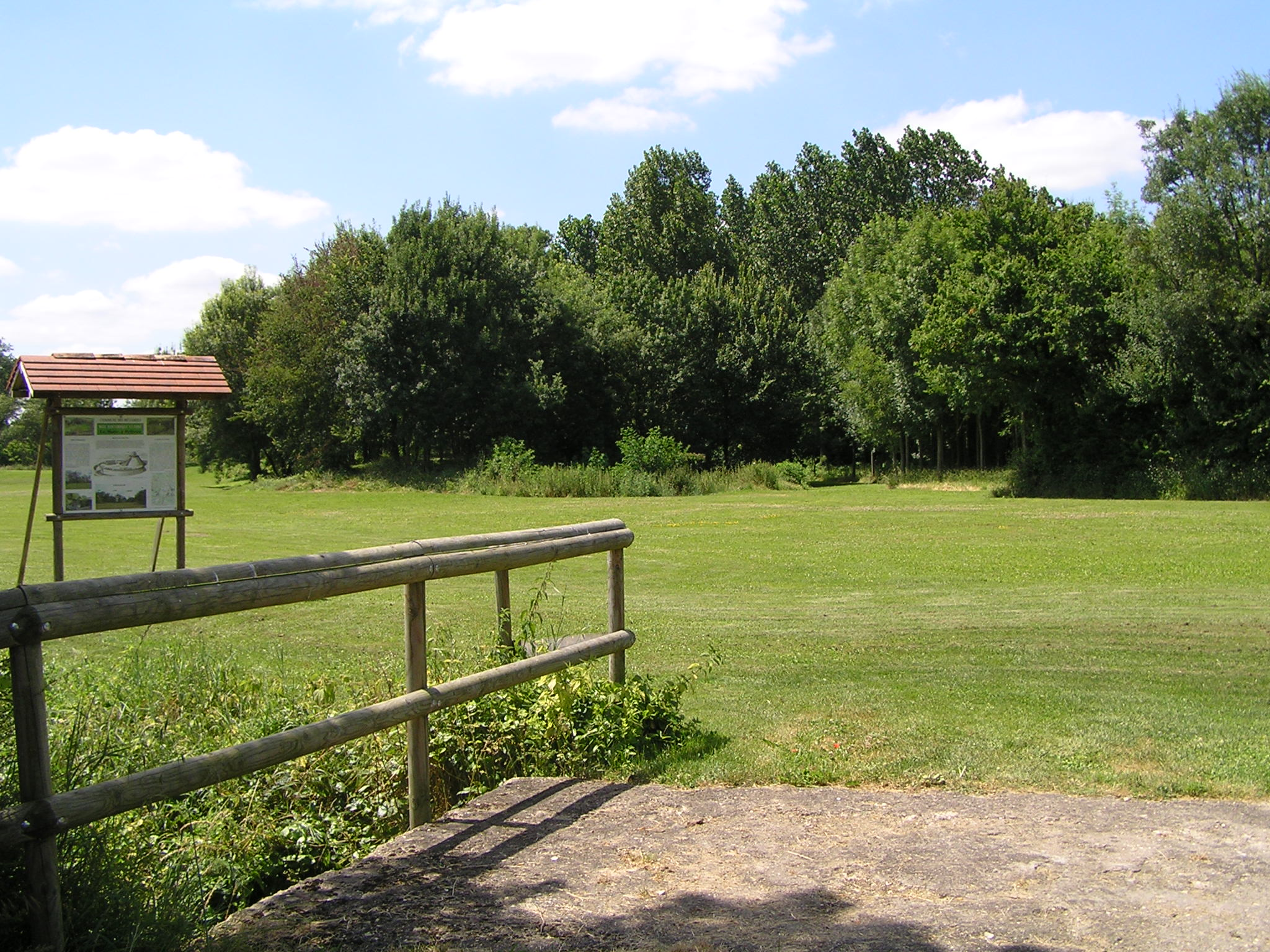
Motte